# رمث
الرِّمْث  (باللاتينية: Haloxylon) جنس نباتي يتبع الفصيلة القطيفية. يضم عدة أنواع تنتشر في غرب آسيا ووسطها.

## من أنواعهالواطنةفيالوطن العربي
- الرمث الأسود (باللاتينية: Haloxylon ammodendron)
- الرمث الستوكسي (باللاتينية: Haloxylon stocksii)
- الرمث الخريزي (باللاتينية: Haloxylon salicornicum) في الجزيرة العربية وبلاد الشام وهو مرادف لنبات الحمادة صفصافية القرون (باللاتينية: Hammada salicornica)
- الرمث الفارسي (باللاتينية: Haloxylon persicum) في المشرق العربي ومصر وشبه الجزيرة العربية وإيران وباكستان وأفغانستان وآسيا الوسطى
- الرمث المكنسي (باللاتينية: Haloxylon scoparium) في بلاد الشام ومصر والمغرب العربي
- الرمث النقبي (باللاتينية: Haloxylon negevensis) في بلاد الشام وسيناء، وهو مرادف لنبات الحمادة النقبية (باللاتينية: Hammada negevensis)